# Symbolia sinuosa
Symbolia sinuosa är en tvåvingeart som först beskrevs av Octave Parent 1931.  Symbolia sinuosa ingår i släktet Symbolia och familjen styltflugor.
Artens utbredningsområde är Peru. Inga underarter finns listade i Catalogue of Life.